# Ligne claire
Ligne claire (francosko za "čista linija", izgovorjava [liɲ klɛʁ]) je slog risanja, ki ga je ustvaril in razvil Hergé, belgijski karikaturist najbolj znan po svojem delu Tintin in njegove pustolovščine. Uporablja jasne močne črte enake širine brez senčenja, z zmanjšanim kontrastom. Površinske sence so pogosto osvetljene, slog pa običajno vključuje močne barve in kombinacijo risanih likov na realističnem ozadju. Vsi ti elementi skupaj lahko pripomorejo, da stripi, ki so na ta način narisani, dobijo plosk vidik. Imena za stil se je spomnil Joost Swarte leta 1977.

## Zgodovina
Hergé je začel risati v precej ohlapnejšem, bolj grobem slogu, na katerega so verjetno vplivali ameriški umetniki stripov poznih dvajsetih in tridesetih let dvajsetega stoletja, kot sta Gluyas Williams in George McManus. Vendar natančne linije, ki so značilne za večino njegovega dela, nastopijo že zelo zgodaj (npr. barvna različica Sinjega lotosa (izšla 1946) temelji na izvirni črno-beli časopisni različici iz leta 1934–35 in ni na novo narisana). Za Hergéja slog ni bil omejen na risbe, ampak razširjen na zgodbo: zaplet mora biti preprost. Velik del "bruseljske šole" je začel uporabljati ta slog, zlasti Edgar P. Jacobs, Bob de Moor, Roger Leloup in Jacques Martin, mnogi od njih so delali tudi za revijo Tintin.
Slog ligne claire je največjo priljubljenost dosegel v petdesetih letih dvajsetega stoletja, vendar je njegov vpliv začel padati v šestdesetih letih dvajsetega stoletja, saj je nova generacija striparjev slog označila za staromodnega. V poznih sedemdesetih letih dvajsetega stoletja je prišlo do ponovnega zanimanja, predvsem zaradi nizozemskih umetnikov, kot sta Joost Swarte in Theo van den Boogaard, ki sta prišla skozi nizozemsko sceno podzemnih stripov, pa tudi francoskega umetnika Jacquesa Tardija. Henk Kuijpers je bil v uporabi tega sloga, prav tako uspešen.
V 80. letih dvajsetega stoletja so Yves Chaland, Ted Benoit, Serge Clerc in Floc'h slog ligne claire ponovno uvedli v Franciji. Ta inkarnacija je bila zelo stilistična in umetniška različica, ki so jo umetniki uporabili tudi za ilustracijo plakatov in LP platnic itd. Swarte je to varianto poimenoval "atoomstijl" ("atomski slog").
Sodobna uporaba ligne claire je pogosto ironična ali postmoderna. Van den Boogaard je na primer s preprostim, jasnim slogom postavil konflikt z amoralnostjo svojih likov, Tardi pa je v svoji seriji Adèle Blanc-Sec uporabil nostalgično vzdušje, ki ga zgodba nato neusmiljeno podre. Nedavni resen umetnik čiste linije je Nizozemec Peter van Dongen, ki je ustvaril serijo Rampokan o nizozemski kolonizaciji Indonezije.
Ligne claire ni omejen na franko-belgijske stripe. Britanski umetniki, kot so Martin Handford, Bryan Talbot in Garen Ewing; norveški umetniki, kot je Jason; ameriški umetniki, kot so Chris Ware, Geof Darrow, Jason Lutes in Jason Little; italijanski umetniki, kot je Vittorio Giardino; in španski umetniki, kot je Francesc Capdevila Gisbert ("Max") so ga prav tako uporabljali. 

## Znanje knjige/serije, ki uporabljajo slogligne claire

### Hergé
- Tintin in njegove pustolovščine
- Jo, Zette in Jocko
- Quick in Flupke

### Drugi
- Jommeke — Jef Nys
- Pustolovščine Freddija Lombarda — Yves Chaland
- Alix — Jacques Martin
- Barelli — Bob de Moor
- Berlin — Jason Lutes
- Bingo Bongo et son Combo Congolais — Ted Benoît
- Blake in Mortimer — Edgar P. Jacobs
- César in Jessica
- Franka — Henk Kuijpers
- Hector in Dexter (a.k.a. Coton et Piston and Katoen en Pinbal) — Joost Swarte
- Julian Opie's Portraits — Julian Opie
- Kurt Dunder
- Le Monde d'Edena — Moebius
- Nofret  — Sussi Bech
- Profesor Palmboom — Dick Briel
- The Rainbow Orchid — Garen Ewing
- Jimmy Corrigan, the Smartest Kid on Earth — Chris Ware
- Shutterbug Follies — Jason Little
- Spike and Suzy (a.k.a. Bob and Bobette, Willy and Wanda, and Suske en Wiske) — Willy Vandersteen
- Tintin pastiches — Yves Rodier
- Kje je Wally? — Martin Handford
- Yoko Tsuno — Roger Leloup
- Kako razumeti Izrael v 60 dneh ali manj — Sarah Glidden
- Sjef van Oekel — Theo van den Boogaard
- The Property — Rutu Modan